# 앨 프랭큰
앨 프랭큰(영어: Alan Stuart "Al" Franken, 1951년 5월 21일 ~ )은 미국의 정치인이다. 2008년 미네소타주에서 연방 상원의원 선거에 출마하여 재검표 끝에 근소한 차이로 승리하였으며, 재검표 과정으로 인한 법적 인증절차와 남은 소송문제를 처리한 후 2009년 7월 뒤늦게 상원의원으로 공식 취임하였다.
뉴욕주 뉴욕에서 태어났으며, 미네소타주에서 성장하였다. 하버드 대학교 졸업 후, NBC의 유명 코미디 프로그램인 새터데이 나이트 라이브의 방송 대본 작가로 활동하였다. 여러 텔레비전 프로그램의 대본 작가로 활동했으며, 베스트셀러에 오른 책을 저술하였고, 에미상을 세 차례나 수상하며 이름을 알렸다. 2004년 ~ 2007년에는 라디오에서 자신의 이름을 딴 토크쇼 《앨 프랭큰 쇼》를 진행했다.
진보적인 성향의 유대인으로 민주당의 열렬한 지지자로 활동했으며, 미국에서 진보주의를 대표하는 시사평론가로 알려져 있다. 민주당 정치인들의 강력한 후원자로, 미네소타주 출신의 연방 상원의원 폴 웰스톤을 지지했다. 2002년 선거 직전 웰스톤이 비행기 사고로 사망한 후 그 뒤를 이어받은 놈 콜먼에 맞서, 프랭큰은 2008년 연방 상원의원 선거에 출마했다. 상원의원 선거는 11월 4일, 대통령 선거와 함께 치러졌으며, 개표 결과 매우 근소한 차이로 콜먼 의원이 프랭큰 후보를 제친 것으로 나타났다. 이에 재검표가 실시되었으며, 11월 18일 발표된 재검표 결과 여전히 콜먼 후보가 우세했으나, 이전보다 두 후보의 표차이는 더욱 줄어들어 총 280만 여 표 중 215표에 불과했다. 이에 또다시 재검표가 실시되었으며, 미네소타주 법률에 의하면 투표용지 상에 지지후보에 대한 투표 의사가 확실하다고 판단될 경우 이를 무효표 처리하지 않고 일일이 재검표하도록 되어 있어 재검표에 매우 오랜 시일이 소요되는 것으로 알려져 있었다. 새로운 상원의원 임기가 시작되는 2009년 1월 3일까지도 정식 당선자는 결정되지 않았으며, 1월 5일 최종 집계 결과 225표 차이로 프랭큰이 당선자로 결정되었다. 콜먼 후보 측은 개표 과정에 부정이 개입되었다며 소송을 제기했으나, 미네소타주 법원은 이를 기각하여, 프랭큰은 당선자로 확정되었다. 그러나 공화당 측에서는 프랭큰의 상원 등원을 저지하여, 프랭큰은 정식으로 상원의원에 취임하지 못했고, 공화당측은 다시 소송을 제기하였다. 미네소타주 대법원은 6월 30일, 프랭큰의 당선을 확정하여 7월 7일 정식으로 상원의원 선서를 하고 상원의원으로 취임하였다. 그의 상원 등원으로 민주당은 상원 의석 100석 중 58석을 확보했으며, 민주당 성향의 무소속 의원 2명을 합쳐 60석의 지지를 확보하여 법안 통과에 더욱 박차를 가할 수 있게 되었다.

## 역대 선거 결과
| 선거명      | 직책명                    | 대수  | 정당   | 득표율 | 득표수      | 결과 | 당락                     |
| ----------- | ------------------------- | ----- | ------ | ------ | ----------- | ---- | ------------------------ |
| 2008년 선거 | 상원의원 (미네소타 제2부) | 111대 | 민주당 | 41.99% | 1,212,431표 | 1위  | 미네소타주 상원의원 당선 |
| 2014년 선거 | 상원의원 (미네소타 제2부) | 114대 | 민주당 | 53.15% | 1,053,205표 | 1위  | 미네소타주 상원의원 당선 |